# Arzenc-d'Apcher
Arzenc-d'Apcher is een gemeente in het Franse departement Lozère (regio Occitanie) en telt 49 inwoners (2009). De plaats maakt deel uit van het arrondissement Mende.

## Geografie
De oppervlakte van Arzenc-d'Apcher bedraagt 8,2 km², de bevolkingsdichtheid is dus 6 inwoners per km².
De onderstaande kaart toont de ligging van Arzenc-d'Apcher met de belangrijkste infrastructuur en aangrenzende gemeenten.

## Demografie
Onderstaande figuur toont het verloop van het inwonertal (bron: INSEE-tellingen).